# Maximilian Schindele
Maximilian Erwin Schindele (Lindau, 30 gennaio 1933 – Martignano, 19 novembre 2013) è stato un dirigente d'azienda tedesco.

## Biografia
Laureato in ingegneria, dopo gli studi lavora come tecnico radio alla Siemens, e nel 1954 viene assunto dalla Grundig, che lo invia in Nigeria per seguire la formazione dei tecnici locali alla manutenzione delle radio vendute dall'azienda nel paese africano. Diversi anni più tardi, Grundig gli affida la direzione della sua filiale italiana, la Grundig Italia di Trento, di cui è stato amministratore delegato dal 1963 al 1981. Nel 1981-82, è stato amministratore delegato della Telefunken Italia di Milano.
Nel 1985, Schindele è a capo di una cordata italo-tedesca che rileva due aziende italiane di proprietà di due finanzieri iraniani, la Philco Italia di Brembate di Sopra, produttrice di elettrodomestici, e la Imperial, produttrice di elettronica di consumo. Di Philco è stato presidente per un brevissimo periodo fino alla nuova cessione dell'azienda, mentre della Imperial è stato presidente fino al 1994, anche dopo il passaggio dell'azienda milanese sotto altre proprietà.
Nel 1994-97 è stato presidente della Sèleco di Pordenone, e in seguito dirigente alla Nokia, dove nel 1998-99 è stato consigliere di amministrazione di un'azienda danese controllata dalla multinazionale, la Semi-Tech Consumer Electronics AS. Diversi anni più tardi, Schindele opera nel settore dei piccoli elettrodomestici, e nel 2004 è fondatore della Clatronic Italia S.r.l., filiale dell'azienda tedesca Clatronic di Kempen.
Muore a Martignano, frazione trentina dove da anni si era stabilito, nel 2013, all'età di 80 anni.